# Klokánkování

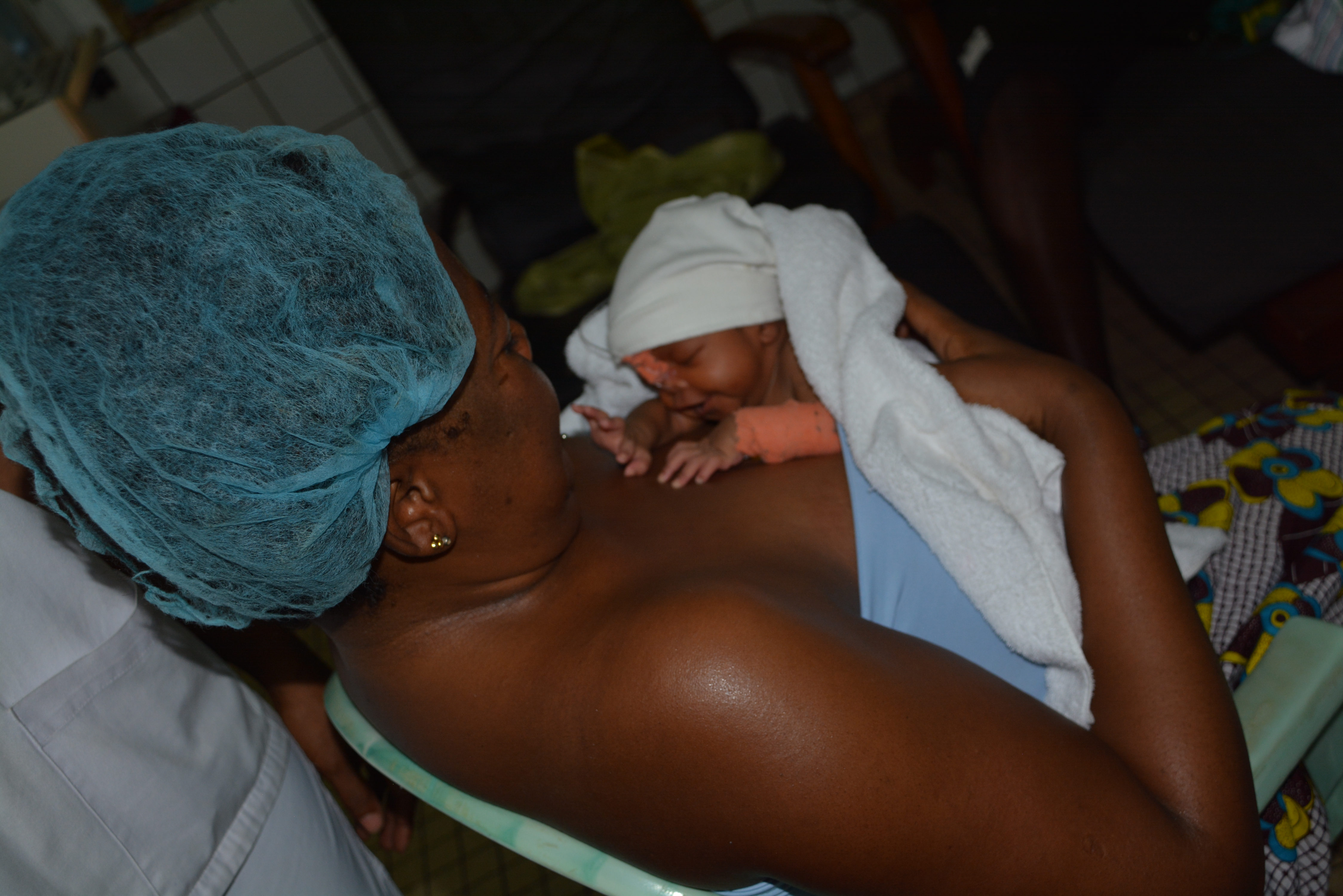
Klokánkování

Klokánkování (angl. Kangaroo mother care) je metoda, která se využívá především pro předčasně narozené děti (porodní váha pod 2 500 g) nebo děti hypotrofické (s nižší porodní hmotností, než jakou by měly ve svém věku mít). Podstata této metody spočívá v tom, že je dítě přikládáno přímo na tělo matky (mezi prsy) a je přikryto jejím oděvem. Tímto přímým tělesným kontaktem je dítěti simulováno bezpečné prostředí, které mu připomíná prostředí dělohy (pomocí tělesného tepla, tlukotu srdce), což má pozitivní vliv na jeho vývoj.

## Historie
Tato metoda byla poprvé použita v kolumbijské Bogotě v roce 1978 kvůli nedostatečnému počtu inkubátorů ve zdejší nemocnici. Matky nosily své dítě na těle 24 hodin denně. Ukázalo se, že klokánkované děti přibírají na váze stejně, jako kdyby zůstaly v těle matky, zároveň u nich byl výrazně nižší výskyt infekcí a děti byly matkami lépe přijímány, než kdyby zůstaly v inkubátoru. Metoda se postupně začala využívat i v dalších zemích.
V průběhu času se ukázalo, že metoda klokánkování má skutečně mnoho pozitivních vlivů na vývoj dítěte. Klokánkování snižuje úmrtnost předčasně narozených dětí, zabraňuje infekcím, podporuje růst a termoregulaci dítěte. Především má však pozitivní dopad na vytváření vztahu mezi matkou a dítětem.

## Výzkum a studie
Výzkum se v posledních letech soustředil také na to, jestli může být klokánkování dětí prospěšné i pro jejich otce. Blomquist, Rubertsson, Kylberg, Jöreskog & Nyqvist. zjistili, že pokud je předčasně narozené dítě přikládáno v nemocnici na tělo otce (výzkum probíhal v prvním týdnu života dětí), může to vést k lepšímu zvládání stresové situace, jakou představuje právě předčasné narození dítěte. Otcové se také lépe vžívají do své rodičovské role a vnímají větší kontrolu nad vzniklou situací. Klokánkování tedy nemusí mít pozitivní dopad jen na vývoj dítěte, ale i pro jeho rodiče to může být způsob, jak se vyrovnat s nepříjemnou situací předčasného porodu, a jak si začít budovat vztah s novorozencem.
V dnešní době už není tolik časté, že by nemocnice měly nedostatek inkubátorů, není tedy nutné, aby matky nosily své dítě 24 hodin denně. Studie indických vědců ukazuje, že pozitivní vliv na tělesnou teplotu miminka, dýchání a tepovou frekvenci má i klokánkování po dobu jedné hodiny denně. Je však důležité myslet na to, jak dítě snáší časté střídání prostředí, proto je doporučováno brát si dítě z inkubátoru vždy alespoň na hodinu. Klokánkování po dobu nejméně jedné hodiny je také důležité kvůli vytvoření úplného spánkového rytmu malého novorozence.
Tato metoda se tedy postupně stala využívanou takřka po celém světě, čemuž mohlo přispět i to, že od roku 2003 je oficiálně uznávána i Světovou zdravotnickou organizací. Navíc může být metoda klokánkování praktikována téměř v jakékoliv situaci a to bez potřeby speciálního vybavení.